# Crypsithyris enixa
Crypsithyris enixa är en fjärilsart som beskrevs av Edward Meyrick 1921. Crypsithyris enixa ingår i släktet Crypsithyris och familjen äkta malar. Inga underarter finns listade i Catalogue of Life.